# Halowe Mistrzostwa Świata w Lekkoatletyce 1997 – skok o tyczce mężczyzn
Skok o tyczce mężczyzn – jedna z konkurencji rozgrywanych podczas halowych mistrzostw świata w lekkoatletyce w 1997. Eliminacje odbyły się 7 marca, a finał został rozegrany 8 marca.
Do eliminacji zgłoszonych zostało 25 zawodników z 17 państw. Dwunastka lekkoatletów z najlepszymi wynikami w fazie eliminacji (lub tych, którzy osiągnęli rezultat co najmniej 5,70 m) awansowała do finałowej rywalizacji.
Zawody w tej konkurencji wygrał reprezentant Kazachstanu Igor Potapowicz. Drugą pozycję zajął zawodnik ze Stanów Zjednoczonych Lawrence Johnson, trzecią zaś reprezentujący Rosję Maksim Tarasow.

## Wyniki

### Eliminacje
Grupa A
| Miejsce | Zawodnik            | Państwo           | Wysokość (m) | Wysokość (m) | Wysokość (m) | Wysokość (m) | Wysokość (m) | Wynik końcowy | Uwagi |
| Miejsce | Zawodnik            | Państwo           | 5,30         | 5,45         | 5,55         | 5,65         | 5,70         | Wynik końcowy | Uwagi |
| ------- | ------------------- | ----------------- | ------------ | ------------ | ------------ | ------------ | ------------ | ------------- | ----- |
| 1.      | Riaan Botha         | Południowa Afryka |              | O            |              | XO           | O            | 5,70          |       |
| 2.      | Tim Lobinger        | Niemcy            |              |              | O            | XO           | XO           | 5,70          |       |
| 3.      | Igor Potapowicz     | Kazachstan        |              |              |              | O            |              | 5,65          |       |
| 4.      | Trond Barthel       | Norwegia          | XO           |              | XO           | XO           | XXX          | 5,65          | =     |
| 5.      | Wadim Strogałow     | Rosja             |              | O            | XO           | XXX          |              | 5,55          |       |
| 6.      | Mårten Ulvsbäck     | Szwecja           | XO           |              | XO           | XXX          |              | 5,55          |       |
| 7.      | Martin Voss         | Dania             | O            | O            | XXO          | XXX          |              | 5,55          |       |
| 8.      | Montxu Miranda      | Hiszpania         | O            |              | XXX          |              |              | 5,30          |       |
| 9.      | Siergiej Fomienko   | Ukraina           | XO           | XXX          |              |              |              | 5,30          |       |
| 9.      | Andrea Giannini     | Włochy            | XO           | XXX          |              |              |              | 5,30          |       |
| –       | Konstantin Semyonov | Izrael            |              |              |              |              |              | NM            |       |
| –       | Christos Pallakis   | Grecja            |              |              |              |              |              | DNS           |       |

Grupa B
| Miejsce | Zawodnik              | Państwo           | Wysokość (m) | Wysokość (m) | Wysokość (m) | Wysokość (m) | Wysokość (m) | Wynik końcowy | Uwagi |
| Miejsce | Zawodnik              | Państwo           | 5,30         | 5,45         | 5,55         | 5,65         | 5,70         | Wynik końcowy | Uwagi |
| ------- | --------------------- | ----------------- | ------------ | ------------ | ------------ | ------------ | ------------ | ------------- | ----- |
| 1.      | Okkert Brits          | Południowa Afryka |              |              |              | O            |              | 5,65          |       |
| 1.      | Maksim Tarasow        | Rosja             |              |              |              | O            |              | 5,65          |       |
| 3.      | Alain Andji           | Francja           | XO           |              | XO           | O            |              | 5,65          |       |
| 4.      | Bill Deering          | Stany Zjednoczone |              | O            | O            |              |              | 5,55          |       |
| 4.      | Javier García         | Hiszpania         |              |              | O            |              | X-           | 5,55          |       |
| 4.      | Lawrence Johnson      | Stany Zjednoczone |              |              | O            | X-           |              | 5,55          |       |
| 7.      | Martin Eriksson       | Szwecja           | XO           |              | O            |              |              | 5,55          |       |
| 7.      | Michael Stolle        | Niemcy            | XO           | O            | O            |              |              | 5,55          |       |
| 9.      | István Bagyula        | Węgry             | XO           | XO           | XXX          |              |              | 5,45          |       |
| 10.     | Edgar Díaz            | Portoryko         | XO           |              | XXX          |              |              | 5,30          |       |
| 10.     | Fabio Pizzolato       | Włochy            | XO           | XXX          |              |              |              | 5,30          |       |
| –       | Jean-Kersley Gardenne | Mauritius         |              |              |              |              |              | NM            |       |
| –       | Danny Krasnov         | Izrael            |              |              |              |              |              | NM            |       |

### Finał
| Miejsce | Zawodnik         | Państwo           | Wysokość (m) | Wysokość (m) | Wysokość (m) | Wysokość (m) | Wysokość (m) | Wysokość (m) | Wysokość (m) | Wysokość (m) | Wysokość (m) | Wynik końcowy | Uwagi |
| Miejsce | Zawodnik         | Państwo           | 5,40         | 5,55         | 5,65         | 5,75         | 5,80         | 5,85         | 5,90         | 5,95         | 6,00         | Wynik końcowy | Uwagi |
| ------- | ---------------- | ----------------- | ------------ | ------------ | ------------ | ------------ | ------------ | ------------ | ------------ | ------------ | ------------ | ------------- | ----- |
| 01 !    | Igor Potapowicz  | Kazachstan        |              |              | O            |              |              | XX-          | O            |              | XX           | 5,90          | =     |
| 02 !    | Lawrence Johnson | Stany Zjednoczone |              | O            |              | O            |              | XO           | X-           | XX           |              | 5,85          |       |
| 03 !    | Maksim Tarasow   | Rosja             |              |              | XO           |              | XO           | XXX          |              |              |              | 5,80          |       |
| 4.      | Riaan Botha      | Południowa Afryka | O            |              | O            | O            | XXX          |              |              |              |              | 5,75          | PB    |
| 5.      | Tim Lobinger     | Niemcy            |              | O            | XO           | XO           | XXX          |              |              |              |              | 5,75          | PB    |
| 6.      | Okkert Brits     | Południowa Afryka |              |              | XO           |              | XX-          | X            |              |              |              | 5,65          |       |
| 7.      | Trond Barthel    | Norwegia          |              | XO           | XXO          | X-           | XX           |              |              |              |              | 5,65          | =     |
| 8.      | Javier García    | Hiszpania         |              | O            | XXX          |              |              |              |              |              |              | 5,55          |       |
| 8.      | Michael Stolle   | Niemcy            | O            | O            | XXX          |              |              |              |              |              |              | 5,55          |       |
| 10.     | Martin Eriksson  | Szwecja           | XO           | XXO          | XXX          |              |              |              |              |              |              | 5,55          |       |
| 11.     | Alain Andji      | Francja           | XXO          |              | XXX          |              |              |              |              |              |              | 5,40          |       |
| –       | Bill Deering     | Stany Zjednoczone |              |              |              |              |              |              |              |              |              | NM            |       |